# Арсеније Комељски
Преосвећени Арсеније Комељски († 1550) је светитељ Руске православне цркве, ктитор Арсењево-Комељског манастира, Вологдски чудотворац.

## Биографија
Арсеније је рођен у Москви. Потиче из племићке породице Сухарусава. Главни извор података о његовом животу је „Приповест о животу и делимично о чудима исповести нашег пречасног оца Арсенија Игумена, који је саградио манастир Пресвете Богородице у Комељској шуми, у Олоновом Концу“, написано од монаха Јована . Још у младости се замонашио у манастиру Светог Сергија Радоњешког. Тамо је 1506. године преписао Јеванђеље са копије Печенге коју је добио кнез Јуриј. Ово јеванђеље, које се чува у манастиру Арсењев Комељ, драгоцено је по томе што је написано без размака, са тачком и двотачком, и тако представља тачан препис веома древног оригинала .
Године 1525. за свој строго монашки живот одликован је свештенством и рукоположен у игумана Сергијевског манастира (Троичко-Сергијевог манастира)Тројице-Сергијева лавра . Упркос богатству манастира и молбама великог кнеза Василија да не напушта манастир, који је држао у узорном реду, Арсеније је напустио манастир и крајем 1527 (1529) се повукао у Комељску шуму. На пустим обалама река Кахтижа и Лежа подигао је крст и поставио себи колибу. Ово место су посетили дрвосече и трапери и Вологда. Сељацима се није допала келија Арсенија, и убили су његовог келијског старешину. Тада се Арсеније преселио у суседну Шилеговску шуму, до реке Ингир, или Масљанке, и овде је почео да се живи аскетски. Убрзо су ревнитељи побожности почели да долазе овамо по упутства. Током напада Татара на Вологдску земљу, становници су масовно бежали из села у Шилеговску шуму, услед чега је нарушена пустињска тишина, коју је Арсеније толико волео, а он је, поверивши пустињу једном од својих ученика, поново се настанио на свом некадашњем месту у Комељској шуми.
Године 1530. Арсеније је примио писмо од великог кнеза Василија Ивановича и саградио манастир назван по њему (Арсенијев Комелски Ризоположенски манастир, није сачуван), 38 км од Вологде, у којем се настанио са својим вољеним учеником Герасимом. Велики кнез Иван Васиљевич је 13. јула 1539. издао Арсенију повељу, на основу којег су сам манастир и сви сељаци који су се населили не даље од 5 км од њега ослобођени дужности у односу на световне власти. Године 1543. издата је нова повеља, по којој су права манастира даље проширена. После дугих дана подвижништва у Комељској шуми, монах се упокојио у дубокој старости 24. августа 1550. године у Арсењевском манастиру.
Његово житије написано је убрзо после смрти, али је изгорело за време пожара у Комељском манастиру 1596. године. У кратком облику је обновљено на основу сачуваних забелешки, а посмртним чудима га је допунио монах исте ове обитељи Јован. Сто година после упокојења преподобног игуман Јоасаф је у манастиру саградио камени храм у част Полагања ризе Пресвете Богородице. Два олтара овог храма су показала духовне везе између учитеља и ученика. Леви олтар је посвећен преподобном Сергију Радоњешком, а десни – преподобном Арсенију Комељском .